# Rhodesia ai Giochi olimpici
La Rhodesia ha partecipato per la prima volta a Amsterdam 1928 e successivamente a Roma 1960 ed a Tokyo 1964.
Da Mosca 1980 partecipa con il nome di Zimbabwe.